# Bertil Guve
Bertil Guve, né à Stockholm (Suède) le 9 septembre 1970, est un enfant acteur suédois, ingénieur dans sa vie professionnelle.

## Biographie
Né d'un père espagnol et une mère suédoise, Bertil Guve grandit en partie à Madrid.
Après avoir joué dans Kom igen, nu'rå! de Lasse Hallström, en raison de l'expressivité de son regard il est choisi par Ingmar Bergman pour le rôle-titre d'Alexandre dans son Fanny et Alexandre, celui de Fanny étant tenu par Pernilla Allwin.
Guve obtient une maîtrise et un doctorat en génie industriel à l'Institut royal de technologie à Stockholm. Sa thèse porte sur la décision d'Industrifonden (sv) d'investir des fonds dans la société à haut risque Elekta. Le 1er janvier 2007, Guve est nommé directeur du Centre de technologie pour la médecine et la santé, une collaboration entre l'Institut Karolinska, le conseil du comté de Stockholm (sv) et l'hôpital universitaire Karolinska.

## Filmographie

### Au cinéma
- 1982 : Fanny et Alexandre (Fanny och Alexander) d'Ingmar Bergman : Alexander Ekdahl

### À la télévision
- 1981 : Kom igen, nu'rå! de Lasse Hallström : Pelle enfant (téléfilm)
- 1984 : Après la répétition (Efter repetitionen) d'Ingmar Bergman : Henrik Vogler (jeune) (téléfilm)